# Richard Wellesley (1787-1831)
Richard Wellesley (22 avril 1787 - 1er mars 1831) est un député anglo-irlandais.

## Biographie
Il est le fils (illégitime) de Richard Wellesley, 1er marquis Wellesley et de sa maîtresse (future épouse) Hyacinthe-Gabrielle Roland et fait ses études au Collège d'Eton (1800), à Christ Church à Oxford (1805) et à Lincoln's Inn (1808).
Il représente Queenborough au Parlement de 1810 à 1812, puis East Grinstead de janvier à mars 1812 et enfin Ennis de 1820 à 1826. Il est nommé l'un des Lords du Trésor de janvier à juin 1812 et commissaire aux droits de timbre de 1812 à sa mort.
Il épouse en 1821 Jane Eliza, fille de George Chambers de Hartford, Huntingdonshire. Ils ont quatre fils et une fille.
Ses papiers sont conservés à l'université de Southampton .